# Хідіров Темір Пулатович
Темір Пулатович Хідіров (14 жовтня 1945, кишлак Гунган, тепер Каршинського району Кашкадар'їнської області, Узбекистан — 14 липня 2022, Узбекистан) — радянський узбецький державний діяч, хокім Кашкадар'їнської області, 1-й секретар Кашкадар'їнського обласного комітету КП Узбекистану. Народний депутат Узбецької РСР. 

## Життєпис
У 1968 році закінчив Ташкентський інститут інженерів іригації та механізації сільського господарства, інженер-гідротехнік.
У 1968—1976 роках — старший інженер Кашкадар'їнського обласного управління зрошувальних систем; головний інженер об'єднаної дирекції водогосподарського будівництва Міністерства меліорації і водного господарства Узбецької РСР; начальник Яккабазької пересувної механізованої колони; головний інженер і начальник пересувної механізованої колони тресту «Ескіангарканалбуд» Кашкадар'їнської області.
Член КПРС з 1973 року.
З 1976 року — завідувач сектору Кашкадар'їнського обласного комітету КП Узбекистану.
У 1980 році закінчив Ташкентську вищу партійну школу.
У 1981—1983 роках — голова виконавчого комітету Каршинської районної ради депутатів трудящих Кашкадар'їнської області.
У 1983—1984 роках — інструктор ЦК КП Узбекистану.
У 1984—1988 роках — завідувач відділу Кашкадар'їнського обласного комітету КП Узбекистану; 1-й секретар Каршинського районного комітету КП Узбекистану Кашкадар'їнської області.
У 1988—1990 роках — секретар Кашкадар'їнського обласного комітету КП Узбекистану. 
У 1990 — травні 1991 року — голова виконавчого комітету Кашкадар'їнської обласної ради народних депутатів.
6 травня — 14 вересня 1991 року — 1-й секретар Кашкадар'їнського обласного комітету КП Узбекистану.
Одночасно 7 травня 1991 — січень 1992 року — голова Кашкадар'їнської обласної ради народних депутатів.
27 січня 1992 — 1995 року — хокім Кашкадар'їнської області.
Подальша доля невідома. Помер 14 липня 2022 року.